# SQL*Plus
SQL*Plus es un programa de línea de comandos de Oracle que puede ejecutar comandos SQL y PL/SQL de forma interactiva o mediante un script. 

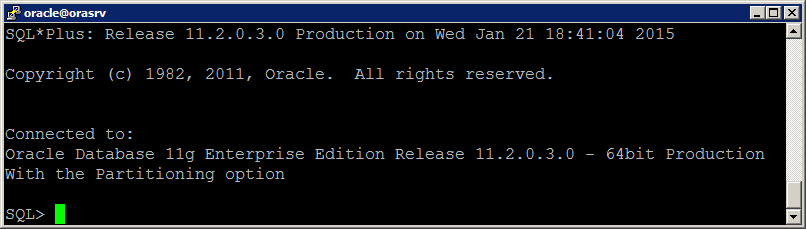

SQL*Plus opera como una herramienta relativamente simple con una interfaz de líneas de comando básica. Los programadores y los administradores de bases de datos (DBA's) lo usan de forma muy común como interfaz fundamental en la mayoría de las instalaciones de software de Oracle.

## Tipos de comandos
SQL*Plus comprende tres categorías de texto:
1. Sentencias SQL
2. Bloques PL/SQL
3. Comandos internos de SQL*Plus, como por ejemplo:
  1. Comandos de control del medio como SET
  2. Comandos de monitorización del medio como SHOW

Los scripts pueden incluir todos esos componentes.
Un programador de Oracle en un sistema de software apropiadamente configurado puede ejecutar SQL*Plus, por ejemplo, introduciendo:
```
sqlplus scott/tiger
```

donde al usuario Oracle scott le corresponde la clave de acceso tiger. Entonces aparecerá el texto:
```
SQL>
```

Ahora puede comenzar a usarse SQL de forma interactiva introduciendo líneas de comandos de SQL (terminadas en punto y coma), un bloque PL/SQL, u otro comando. Por ejemplo:
```
SQL> select 'Hola mundo CJCG' as ejemplo from dual;

EJEMPLO
--------------------------------
Hola mundo CJCG
```

## Historia
Oracle Corporation tradujo el predecesor de SQL*Plus UFI ("User Friendly Interface"). Oracle incluyó UFI en la base de datos de Oracle hasta su Versión 4.
Cuando los programadores de Oracle añadieron nuevas funciones a UFI, su nombre interno pasó a ser Advanced UFI. El nombre "Advanced UFI" cambió a "SQL*Plus" antes del lanzamiento de esta versión.
Hasta ahora (2021) el producto sigue llamándose SQL*Plus.

## Uso
Las interfaces gráficas de Oracle o de terceras partes, han hecho disminuir la proporción de usuarios finales que utilizan SQL *Plus.
Las aplicaciones que Oracle Corporation incluye en SQL*Plus son:
- Oracle SQL*Plus Worksheet, una componente de OEM[2]
- iSQL*Plus or iSQLPlus, una utilidad para webs[3]
- SQL Worksheet,[4] un componente de Oracle SQL Developer
- SQL Workshop (parte de Oracle Application Express)[5]

## Compatibilidad
Otras empresas han hecho su software compatible con los comandos de script de SQL*Plus u ofrecen un modo de operación para SQL*Plus. Los productos más relevantes incluyen TOAD de Quest Software.